# Clave virtual uniforme
La clave virtual uniforme (CVU) es una serie de 22 números los cuales forman un identificador único para una cuenta virtual no bancaria. La tecnología CVU fue utilizada por primera vez en Argentina, siendo aprobadas por el Banco Central de la República Argentina en el 15 de mayo de 2018. En la actualidad es utilizada por los servicios virtuales: Ualá, MercadoPago y PIM, entre otros.
El objetivo de la creación de las CVU era ofrecer Interoperabilidad entre los clientes de los Proveedores de Servicios de Pagos (PSP) y otros clientes del sistema financiero. Según Lucas Llach, Vicepresidente del Banco Central de la República Argentina, esta tecnología le dará acceso a soluciones financieras a personas excluidas, como los no bancarizados o menores de edad (mayores de 16 años).

## Normativa
El “BOLETÍN CIMPRA 518” aclara los siguientes consensos a los que se ha llegado en torno a la interpretación y la implementación de la “Comunicación SINAP “A” 6510”, comunicación la cual dispone los términos para la creación del sistema de CVUs:
- Los PSP que participen de la operatoria [de CVUs], deberán ofrecer a sus clientes la posibilidad de generar y recibir créditos en línea.[5]
  - Créditos en Línea de CVU a CBU
  - Créditos en Línea de CBU a CVU
  - Créditos en Línea de CVU a CVU
- Los PSP deberán reflejar en el front de sus clientes, la acreditación inmediata de fondos cuando estos se produzcan.[5]
- No se podrán rechazar operaciones cursadas a través de una CVU, ya sea una entidad financiera o un PSP, más allá de las disposiciones contempladas en la normativa vigente.[5]

## Estructura de la CVU
Las CVU tienen una estructura que define que "el primer bloque (del dígito 1 al 8) identifica el PSP (proveedor de servicios de pago) al que pertenece y el segundo bloque (del dígito 9 al 22) identifica al usuario".Por lo cual, en teoría, es posible saber específicamente con qué PSP está asociada cualquier CVU válida.
Más específicamente:
| Bloque   | Posición | Campo                            | Observaciones                                                       |
| -------- | -------- | -------------------------------- | ------------------------------------------------------------------- |
| Bloque 1 | 1-3      | Código que indica Clave virtual. | Numérico (3). Se completa con “000”.                                |
| Bloque 1 | 4-7      | Código de PSP                    | Numérico (4). Único en todo el Sistema, asignado por COELSA.        |
| Bloque 1 | 8        | Dígito Verificador 1             | Numérico (1). Mismo cálculo que CBU.                                |
| Bloque 2 | 9        | Reservado                        | Numérico (1). Se completa con “0”.                                  |
| Bloque 2 | 10-21    | Id Cliente                       | Numérico (12). Libre, para identificación de cliente dentro de PSP. |
| Bloque 2 | 22       | Dígito Verificador 2             | Numérico (1). Mismo cálculo que CBU.                                |

Por lo establecido en la Comunicación A 6510, cada CVU debe estar asociada con:
- Un identificador del cliente provisto por el proveedor de servicios de pago.
- Un alias único compatible con el alias-CBU (clave bancaria uniforme).
- La CBU de una cuenta a la vista a nombre del proveedor de servicios de pago.

| Código   | PSP                            |
| -------- | ------------------------------ |
| 00000475 | Ank                            |
| 00000673 | ULTRA                          |
| 00000253 | Bitso                          |
| 00000390 | BKR                            |
| 00000437 | CuentaDigital.com              |
| 00000451 | TELEPAGOS S.A.                 |
| 00000697 | GARPA S.A. (DolarApp)          |
| 00001140 | GOAT S.A                       |
| 00000116 | INVOITION                      |
| 00000031 | Mercado Pago                   |
| 00000291 | Nubi                           |
| 00000277 | Paymovil                       |
| 00000062 | Pluspagos (Billetera Santa Fe) |
| 00000130 | Prex                           |
| 00000741 | Propago                        |
| 00000345 | Resimple                       |
| 00000666 | Sysworld Digital S.A.          |
| 00000222 | Satoshitango                   |
| 00000406 | TAP Billetera Virtual          |
| 00000079 | Ualá                           |
| 00001270 | PagosOnline                    |
| 00000796 | PAGOS360                       |
| 00000761 | Personal Pay                   |
| 00001225 | YPF                            |
| 00001775 | AstroPay                       |
| 00001201 | BAMBA                          |
| 00001232 | COIN Cobro Inmediato           |

- Datos: Q97369390